# Fußball-Verbandsliga Bremen 1982/83
Die Fußball-Verbandsliga Bremen 1982/83 war die vierunddreißigste Saison der höchsten Amateurklasse im Bremer Fußball-Verband. Meister wurde der Bremer SV, der damit seinen siebten Meistertitel in der höchsten Bremer Spielklasse einfuhr. Vorjahresmeister SFL Bremerhaven wurde Zweiter.

## Abschlusstabelle
| Pl. | Verein                 | Sp. | Tore  | Diff. | Punkte |
| --- | ---------------------- | --- | ----- | ----- | ------ |
| 01. | Bremer SV              | 30  | 86:28 | +58   | 45:15  |
| 02. | SFL Bremerhaven (M)    | 30  | 65:39 | +26   | 42:18  |
| 03. | VfB Komet Bremen       | 30  | 77:43 | +34   | 41:19  |
| 04. | Blumenthaler SV        | 30  | 58:35 | +23   | 37:23  |
| 05. | SC Vahr                | 30  | 61:44 | +17   | 36:24  |
| 06. | Sparta Bremerhaven     | 30  | 54:42 | +12   | 35:25  |
| 07. | TuRa Bremen            | 30  | 61:48 | +13   | 34:26  |
| 08. | Leher TS               | 30  | 56:48 | +08   | 28:32  |
| 09. | SG Oslebshausen Bremen | 30  | 44:51 | −07   | 28:32  |
| 10. | FT Geestemünde         | 30  | 38:46 | −08   | 28:32  |
| 11. | TSV Lesum              | 30  | 41:54 | −13   | 28:32  |
| 12. | TS Woltmershausen      | 30  | 45:58 | −13   | 27:33  |
| 13. | SV Hemelingen (N)      | 30  | 44:70 | −26   | 24:36  |
| 14. | Lüssumer TV            | 30  | 43:76 | −33   | 19:41  |
| 15. | FC Huchting            | 30  | 32:67 | −35   | 16:44  |
| 16. | Union Bremen (N)       | 30  | 34:88 | −54   | 12:48  |

| (M) | Meister der Vorsaison |
| (N) | Aufsteiger            |

## Aufstieg und Deutsche Amateurmeisterschaft
In der Aufstiegsrelegation zur Oberliga Nord konnte sich der Bremer SV nicht durchsetzen. In die Oberliga stiegen der SV Lurup und die Amateure von Eintracht Braunschweig auf.
Für die Amateurmeisterschaft konnten sich, wie im Vorjahr, die Amateure von Werder Bremen qualifizieren. Doch ging es für die Bremer nicht über die erste Runde hinaus. Das Hinspiel beim späteren Sieger des Wettbewerbs, FC 08 Homburg, ging aus Bremer Sicht 0:2 verloren. Auch im Rückspiel unterlag Werders Amateurelf. Diesmal mit 2:4.